# PP-91
PP-91 Kedr (tiếng Nga:ПП-91 «Кедр») là loại súng tiểu liên được thiết kế bởi Evgenij Dragunov theo yêu cẩu của quân đội Liên Xô đầu những năm 1970, khi đó nó có tên PP-71. Tuy nhiên dự án chế tạo đã bị dừng lại và được tiếp tục vào những năm 1990 khi lực lượng cảnh sát Nga cần một loại vũ khí có lực bắn mạnh trong phạm vi gần. Vì thế, mẫu PP-71 đã tiếp tục được cải tiến thành khẩu PP-91. Hiện tại nó được sử dụng hạn chế trong lực lượng thi hành công vụ của Nga.

## Thiết kế
PP-91 Kedr sử dụng loại đạn 9x18mm Makarov tuy nhiên nó đã nhanh chóng cho thấy là loại đạn này không đủ mạnh vì thế nên việc phát triển loại đạn mới đã được triển khai. Loại đạn mới là 9x18mm PMM đã được nghiên cứu, trong khi vẫn giữ nguyên kích thước thì trọng lượng có phần nhẹ hơn, sức mạnh thuốc súng tăng cường làm tăng hiệu quả của nó. Phiên bản mới sử dụng loại đạn này có tên là Klin.
PP-91 sử dụng cơ chế nạp đạn blowback, có thể chọn chế độ bắn và bắn khi khóa nòng đóng để tăng độ chính xác. Nút chỉnh chế độ bắn và khóa an toàn nằm bên tay phải của súng. Với hai chế độ bắn là phát một và tự động. Sự khác biệt duy nhất của Kedr và Klin là nòng và các rãnh xoắn trong nòng được gia cố cũng như hệ thống nạp đạn có làm chậm (hãm) để thích hợp với loại đạn mạnh 9x18mm PMM.
PP-91 có báng súng gấp để giảm chiều dài khi vận chuyển, sử dụng hộp đạn rời 20 hay viên, nó có thể gắn ống hãm thanh ở đầu nòng súng. Nó có hệ thống ngắm là điểm ruồi.